# ČSSR-Rundfahrt
Die ČSSR-Rundfahrt war ein Etappenrennen in der Tschechoslowakei (ČSSR). Es wurde in den Jahren von 1953 bis 1963 veranstaltet und war ein Rennen für Amateure.

## Geschichte
Die ČSSR-Rundfahrt war das erste Etappenrennen in der damaligen Tschechoslowakei, seine erste Auflage fand 1953 statt. 1954 kamen dann die Slowakei-Rundfahrt und 1968 die Tour de Bohemia dazu. Die Rundfahrt trug im Tschechischen den Namen „Velká Cena Československa“. Das erste Rennen 1953 führte von Bratislava über Žilina, Ostrava, Svitavy nach Prag und hatte eine Länge von 724 Kilometern. Es war bis 1963 ein rein nationales Rennen ohne ausländische Beteiligung. In der Regel führte die Rundfahrt über fünf bis maximal 10 Etappen und fand in neun Jahren statt.

## Nachfolgerennen
Seit 2011 gibt es ein Etappenrennen mit dem Namen Czech Cycling Tour bzw. Czech Tour.

## Siegerliste
- 1953  Jan Veselý
- 1954  Antonin Švab
- 1955–1957 nicht ausgetragen
- 1958  Vojtěch Pecina
- 1959  Miroslav Mareš
- 1960  František Konečný
- 1961  Jan Novák
- 1962  Jan Smolík
- 1963  Jan Smolík
- 1964  Matej Laczo